# Yusra Mardini
Yusra Mardini (in arabo يسرى مارديني‎?; Damasco, 5 marzo 1998) è una nuotatrice siriana, specializzata nello stile libero e nello stile farfalla. Vive in Germania con lo status ufficiale di rifugiata dal 14 marzo 2016.

## Biografia

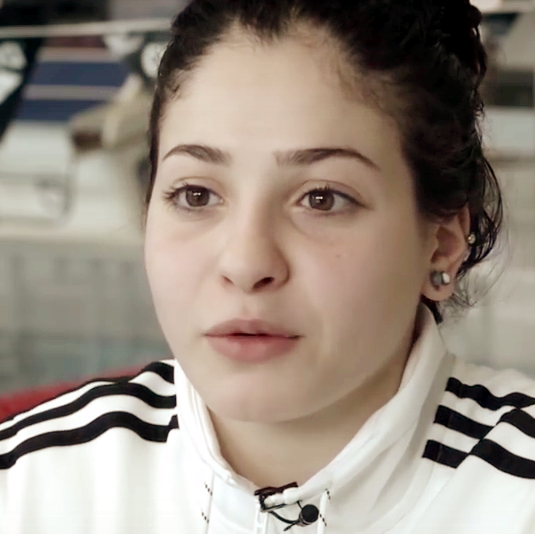
Yusra Mardini nel 2016.

Yusra Mardini cresce a Damasco, in Siria. Ha una sorella maggiore di nome Sarah, anch'essa una nuotatrice, e una sorella più giovane, che si chiama Shahed (cioè miele in arabo). Anche loro padre pratica questo sport.
Yusra inizia a praticare il nuoto a partire dall'età di tre anni. 
In seguito allo scoppio della guerra civile in Siria, diventa più difficile e pericoloso vivere nel Paese a causa dei bombardamenti. Anche la piscina dove Yusra si allena viene danneggiata dalle bombe. Successivamente, i Mardini vedono la loro casa distrutta, perdendo così tutti i loro averi.
Ciò che convince definitivamente Yusra e la sorella Sarah a lasciare il loro Paese è un avvenimento che ha avuto esito fortunato: mentre le due ragazze sono in piscina, una bomba ne buca il tetto e sprofonda in acqua. A causa di un difetto di costruzione non esplode ma, questo avvenimento sarà la definitiva conferma del pericolo imminente; le due sorelle per continuare a nuotare sono costrette a scappare in Europa.
Nell'estate del 2015, le sorelle Mardini, insieme a un cugino di loro padre e ad altri profughi, si mettono in viaggio per scappare dalla Siria.
Intraprendono così un cammino lungo un mese che li porta dapprima a Beirut, in Libano, successivamente a Istanbul, in  Turchia.
Una volta raggiunte le sponde turche del Mar Egeo, a Smirne pagano degli scafisti per essere portati in Grecia, nell'isola di Lesbo. Il primo tentativo di varcare i confini dell'Unione europea fallisce quando i profughi vengono intercettati dalla guardia costiera e riportati in Turchia.
In una notte di agosto tentano, nonostante la tempesta imminente, una nuova traversata su un gommone diretto verso l'isola di Lesbo. Durante il viaggio comincia un temporale e il gommone, sovraffollato a causa della ingente quantità di persone, inizia a imbarcare acqua. I profughi sono costretti a gettare in mare i loro bagagli. 
Yusra e Sarah, insieme a due uomini (che a turno si danno il cambio) si tuffano in acqua. In balìa del mare, le sorelle Mardini nuotano per mantenere in equilibrio la barca. Il loro sforzo, durato oltre tre ore e trenta minuti, permette al gruppo di profughi di salvarsi da un naufragio e raggiungere le coste greche.
Una volta in Europa, Yusra e Sarah attraversano i Balcani, a piedi e in treno, passando per Macedonia, Serbia, Ungheria e Austria. Nel mese di settembre, trovano accoglienza in Germania, a Berlino. Qui riprendono a praticare il nuoto, presso la piscina del club Wasserfreunde Spandau 04, situata a poca distanza dal campo profughi dove vivono e costruita in occasione delle Olimpiadi del 1936.
Grazie a un allenatore di nuoto del club, le sorelle si trasferiscono in un edificio vicino alla piscina.
A Berlino la famiglia si riunisce, con l'arrivo dei genitori e della sorella minore, che hanno compiuto la stessa traversata delle due sorelle. La famiglia chiede lo status di rifugiati.
Nel 2016, grazie a duri e costanti allenamenti, Yusra Mardini ha partecipato alle Olimpiadi di Rio de Janeiro nella nuovissima Squadra degli Atleti Olimpici Rifugiati. Pur non essendosi classificata tra i primi, è diventata famosa per il suo viaggio. 
Nella sua autobiografia, Butterfly (Farfalla), Yusra racconta anche come, all'inizio, mal sopportasse le continue interviste e attenzioni.
È la più giovane ambasciatrice UNHCR.
Dal 2020 è ricordata con una targa al Giardino dei Giusti di Milano.
Dal 2023 anche al parco Santa Maria, Reggio Emilia con tre opere d'arte che accompagnano lei e sua sorella Sarah Mardini , Algnesh Fessaha e Maria Bertolini Fioroni.
Nel 2021 partecipa alle Olimpiadi di Tokyo, nuovamente nella squadra degli Atleti Olimpici Rifugiati della quale è stata la portabandiera nella cerimonia di apertura.

## Carriera
Yusra Mardini aveva rappresentato la Siria ai Campionati mondiali di nuoto in vasca corta 2012, in Turchia.
Nel mese di marzo del 2016, dopo aver ripreso ad allenarsi a Berlino, insieme all'allenatore Sven Spannekrebs, viene selezionata per far parte della nuova squadra degli Atleti Olimpici Rifugiati ai Giochi della XXXI Olimpiade di Rio de Janeiro.
La presenza di questa squadra è frutto di un'iniziativa del Comitato Olimpico Internazionale per portare attenzione sulla crisi globale dei rifugiati. Yusra Mardini diventa così, insieme ai suoi compagni di squadra, anche un simbolo di speranza agli occhi dei rifugiati e di tutto il mondo.
Il 6 agosto partecipa ai 100 metri farfalla femminili con un tempo di 1:09.21 nella fase delle batterie.
Ai mondiali di Budapest 2017 ha gareggiato sotto l'egida della FINA come atleta indipendente, dove si è classificata 47ª nei 200 metri stile libero e 41ª nei 100 metri farfalla.

## Libri musica e film
- Yusra Mardini con Josie Le Blond, Butterfly: da profuga ad atleta olimpica. Una storia di salvezza, speranza e trionfo, Firenze-Milano, Giunti, 2019. ISBN 978-88-09-86795-6.
- La vicenda delle sorelle Mardini è narrata nel film Le nuotatrici, uscito nel 2022 e diretto da Sally El Hosaini. È possibile inoltre guardarlo su Netflix.
- Una canzone sul viaggio dal titolo Yusra è stata pubblicata dalla Camelot Band di Bologna https://www.youtube.com/watch?v=SoHk0vMVbiE&si=4EAG02jOMy3SnTpT